# Ivan Šišman
Ivan Šišman (bolgarsko Иван Шишман), cesar (car) tǎrnovskega dela Drugega bolgarskega cesarstva (1371–1395), * 1350 ali 1351, † 3. junij 1395 (usmrčen).

## Življenjepis
Ivan Šišman je bil najstarejši sin bolgarskega carja Ivana Aleksandra in njegove druge žene Sare (Terodore), Judinje, ki je prestopila v pravoslavno vero. Zaradi materinih spletk ali morda zato, ker je bil rojen kot prvi sin po očetovem prihodu na prestol, je imel prednost pri dedovanju prestola in je bil leta 1356 ali že malo pred tem kronan za socesarja. Njegovo kronanje je povzročilo dokončno odcepitev zahodnega dela cesarstva, kateremu je v Vidinu vladal Šišmanov starejši polbrat  Ivan Sracimir. 
V poznih 1360. letih je Ivan Šišman skupaj z očetom in mlajšim bratom Ivanom Asenom V.  predsedoval cerkveni sinodi v Tǎrnovem. 
Po očetovi smrti na začetku leta 1371 je Ivan Šišman nasledil osrednji del Bolgarije s prestolnico Tǎrnovo. Vidinski del cesarstva in Dobrudža (Dobrotica) sta bila popolnoma neodvisma. Vlaška je leta 1371 verjetno še priznavala suverenost Ivana Aleksandra, kar je razvidno iz zahtev za trgovska dovoljenja, med vojno leta 1386, v kateri je Ivan Šišman porazil in ubil Dana I. Vlaškega, pa je bila najbrž  že samostojna. Še istega leta je Ivan Šišman napadel novega  dobruškega despota Ivanka, nečaka Dana I., vendar mu kljub temu, da je ubil Ivankove zaveznike, Dobrudže ni uspelo osvojiti. 
Vladanje Ivana Šišmana je neločljivo povezano s padcem Bolgarije pod oblast Osmanskega cesarstva. Kmalu po njegovem prihodu na prestol so združene sile srbskih plemičev pod poveljstvom kralja Vukašina Mrnjavčevića v bitki z osmanskimi Turki na Marici 26. septembra 1371 doživele hud poraz. Osmani so nato vdrli v Bolgarijo in Ivan Šišman je bil prisiljen priznati njihovo nadoblast. Svojo sestro Kero Tamaro je moral leta 1373 poročiti s sultanom Muratom I.. 
Osmani so kljub kapitulaciji nadaljevali osvajanje Bolgarije: leta 1378 je padel Ihtiman, leta 1383 Sofija in leta 1385 Niš. Zmaga Srbov in Bošnjakov v bitki pri Pločniku leta 1387 ga je vzpodbudila, da je prenehal podpirati Murata I. in priznavati njegovo suverenost. Osmanski odgovor je bil hiter. Njihova vojska je leta 1388 prebila bolgarsko obrambo, oblegala  Ivana Šišmana v Nikopolu na Donavi in ga prisilila k pokorščini. Obdržati je smel večino svojega kraljestva, osmanskemu sultanu pa bi moral predati Drastar (Silistra). Ivan Šišman se je hotel izogniti izpolnitvi svojih oblub, zato so ga ponovno oblegali, prisilili k predaji Drastarja in uvedbi osmanskih garnizij v drugih pomembnih trdnjavah. 
Osmani so leta 1389 v bitki na Kosovskem polju kljub smrti sultana Murata I. porazili krščansko koalicijsko vojsko in zatem preusmerili svojo pozornost na Bolgarijo. Novi sultan Bajazid I. je leta 1393 nepričakovano napadel Bolgarijo in oblegal prestolnico Tǎrnovo. Ivan Šišman je pobegnil v Nikopol in obrambo mesta prepustil patriarhu Evtimiju. Po tromesečnem obleganju se je zaradi izdaje mesto 17. julija 1393 vdalo. Vdajo se pogosto jemlje kot konec Drugega bolgarskega cesarstva, čeprav sta jo tako Ivan Šišman kot Ivan Sracimir preživela.
Ivan Šišman je nadaljeval svoje vladanje v Nikopolu kot osmanski vazal in morda računal na bližnjo protiosmansko križarsko vojno, ki jo je pripravljal ogrski kralj Sigismund Luksemburški. Sultan Bajazid I. je na povratku z neuspešnega vojnega pohoda proti vlaškemu vladarju Mircei I. Ivana Šišmana so 3. junija 1395 obglavil. Njegovo ozemlje je priključil svojemu cesarstvu, bolgarski cesarji v Vidinu pa so vladali še do leta 1422. 
Bolgarske legende in ljudske pesmi prikazujejo njegovo smrt kot junaško dejanje zadnjega bolgarskega cesarja, čeprav sta njegov polbrat Ivan Sracimir in njegov sin Konstantin II. njegovo smrt preživela. Ivan Šišman je bil zagotovo mnogo bolj energičen vladar kot Ivan Sracimir, vendar je za njegova junaštva v zgodovinskih virih bolj malo dokazov. V njih je prikazan kot omahljiv politik, katerega neprimerne odločitve so hitro pripeljale do izgube cesarstva in krute smrti. Ta presoja je seveda pristranska, saj razpad Drugega bolgarskega cesarstva ni bil posledica samo Šišmanovih dejanj.

## Družina
Ivan Šišman je bil prvič poročen z Bolgarko Kiro Marijo, ki je umrla v zgodnjih 1380. letih. Drugič je bil poročen z Dragano Lazarević, hčerko srbskega kneza Lazarja in Milice Nemanjić. V obeh zakonih je imel več otrok, med njimi:
- Aleksandra, ki je prestopil v islam in se preimenoval v Iskenderja. Umrl je leta 1418 kot guverner Smirne (sedaj Izmir).
- Fružina, ki je sodeloval v uporih in pohodih proti Osmanom. Umrl je na Ogrskem po letu 1444, verjetno leta 1460. Fružin je imel sina Šišmana.
- Jožefa, ki je bil konstantinoplski patriarh (1416–1439) in vnet zagovornik ponovne združitve Vzodne in Zahodne cerkve. Umrl je na koncilu v Firencah leta 1439.

## Zanimivosti
Po carju Ivanu Šišmanu se imenuje Shishman Peak na Livingstonovem otoku v Južnih Šetlandskih otokih na Antarktiki. 